# يوين كوك يونغ
يوين كوك يونغ (مواليد سنة 30 ديسمبر 1956) (بالصينية: 袁國勇) عالم أحياء وطبيب وجراح من هونغ كونغ. هو زميل الكلية الملكية للأطباء. بعد سنوات من التدريب السريري والمختبري، أسس خدمة الأمراض المعدية والتشخيص الجزيئي السريع لفيروس مضخم للخلايا والسل في مستشفى كوين ماري، المستشفى التعليمي بجامعة هونغ كونغ. تنصب اهتماماته البحثية على الميكروبات الجديدة في الأمراض المعدية الناشئة.

## حياته وتعليمه
تخرج يونغ من كلية الطب بجامعة هونج كونج عام 1981 بامتياز في الطب. تم تدريبه في البداية كجراح، وبعد ذلك أصبح طبيبا، ثم مختصا في علم الأحياء الدقيقة السريري. خلال تفشي فيروس إنفلونزا الطيور إتش 5 إن 1 في عام 1997 في هونغ كونغ، كان يونغ أول من أبلغ في مجلة ذا لانسيت عن الوفيات المرتفعة للمرضى المصابين، والتي يمكن تحديدها من خلال الاختبار الجزيئي الداخلي في المختبر. أثناء تفشي السارس عام 2003، قاد فريقه لاكتشاف فيروس كورونا المرتبط بالمتلازمة التنفسية الحادة الشديدة النوع 1، وتم تكريمه ضمن «أبطال آسيا لهذا العام» في أبريل من قبل مجلة تايم آسيا.
يشغل يونغ حاليًا منصب رئيس الأمراض المعدية في قسم علم الأحياء الدقيقة بجامعة هونج كونج. شارك في إدارة مختبر الدولة الرئيسي للأمراض المعدية الناشئة في الصين في منطقة هونغ كونغ الإدارية الخاصة لجمهورية الصين الشعبية. كان أيضا المدير المؤسس المشارك لمركز أبحاث جامعة باستور بجامعة هونج كونج. نشر أكثر من 700 مقال في عدد من المجلات مثل ذا لانسيت ونيو إنغلاند جورنال أوف ميديسين وساينس وغيرها.

## جائحة فيروس كورونا 2019–20
شارك يونغ في الأبحاث المتعلقة بSARS-CoV-2.
قام يونغ بعمل فيديو إعلامي حول الوقاية من هذا الفيروس المستجد على الموقع الإلكتروني لجامعة هونغ كونغ.